# Bolronde vlokreeft
De bolronde vlokreef (Iphimedia minuta) is een vlokreeftensoort uit de familie van de Iphimediidae. De wetenschappelijke naam van de soort werd in 1882 voor het eerst geldig gepubliceerd door Georg Ossian Sars.

## Beschrijving
De bolronde vlokreef is een tamelijk bolvormige vlokreeft, met tanden op de achterrand van de staartsegmenten.